# Женская сборная Японии по волейболу
Женская сборная команда Японии по волейболу — национальная команда, представляющая Японию на международных соревнованиях по волейболу, одна из самых титулованных сборных в мире. Управляется Японской волейбольной ассоциацией.

## История

### «Дьявол» Даймацу
Своим ярким дебютом на международной арене и первоначальным развитием женский волейбол в Японии обязан Хиробуми Даймацу. В конце 1940-х годов, вернувшись с военной службы и возобновив работу в текстильной фабрике компании «Нитибо», расположенной в пригороде Осаки, он начал тренировать местную волейбольную команду.
Начинали играть в команде почти случайные люди. Ни в период школьной учёбы, то есть ещё до службы в фирме, ни в последующий период ни одна из наших девушек не выделялась хоть в какой-нибудь степени в волейбольной игре. Если кто из них и играл, то это было скорее развлечением, чем спортивной тренировкой.
Не прерывая службы в фирме, Даймацу и его подопечные всё свободное время посвящали тренировкам. Они начинались в пять часов вечера и длились до полуночи, на сон оставалось 5 часов. За сверхжёсткие требования к своим подопечным тренера называли «дьяволом», «врагом женщин».
В 1950 году команда «Нитибо» впервые приняла участие в чемпионате Японии по распространённой в то время в азиатских странах разновидности волейбола с 9 игроками. Сделав свою команду сильнейшей в стране, Даймацу вознамерился вывести её на международный уровень. В 1958 году лучших игроков с различных предприятий фирмы были собраны в сборную «Нитибо», и в том же году она одержала победу на первом в истории японского волейбола турнире женских команд по европейской системе игры, с шестью игроками на площадке.
В 1960 году в Бразилии команда «Нитибо» под флагом сборной Японии впервые вышла на международную арену, приняв участие в III чемпионате мира и сразу завоевала серебряные медали, одержав сенсационные победы над сборными Польши и Чехословакии и навязав борьбу сборной СССР. Спустя два года ученицы Даймацу в убедительном стиле покорили вершину чемпионата мира, проходившего в Москве. 20 октября 1962 года в Лужниках в тяжелейшем поединке, длившемся три часа, сборная Японии со счётом 3:1 обыграла сборную СССР, до этого на чемпионатах мира не уступавшую никому. В оставшихся матчах японки добились побед в трёх партиях над сборными Бразилии, Румынии и Чехословакии, причём последний матч продолжался лишь 35 минут.
Нет слов, которыми бы я мог описать трудность этой победы. Это была победа, оплаченная жёсткими тренировками, в течение которых у спортсменок не раз срывались проклятия и лились слёзы.
Однако сейчас, в этот победный миг, кажется, мне простили все те мои жёсткие требования и лишения, которые испытала команда до того, как она пришла к победе. Спортсменки признавали правоту тех ужасных моих требований, которые трудно себе представить и с физической и с моральной точек зрения. Спортсменки прощали меня, хотя я и отнял у них несколько молодых лет, которые никогда уже не вернутся.

### «Дальневосточный тайфун»

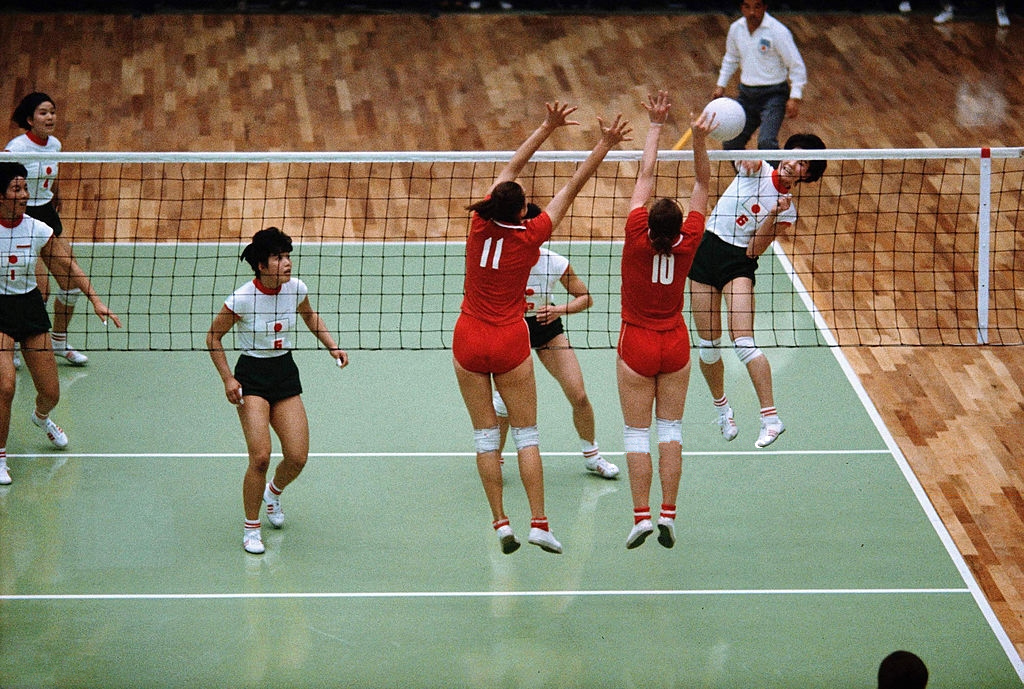
23 октября 1964 года. Матч Олимпийских игр Япония — СССР. В атаке Сата Исобэ

Прозвища «тихоокеанские колдуньи» и «дальневосточный тайфун» появились у японской команды в 1961 году, когда она гостила в Москве и Ленинграде в рамках турне по европейским странам, в ходе которого были одержаны в общей сложности 24 победы в 24 матчах. Этот «тайфун» победно пронёсся в зале National Gymnasium в Токио, принимавшем волейбольный турнир Олимпийских игр 1964 года. Сборная Японии, по-прежнему представленная командой «Нитибо» и руководимая Хиробуми Даймацу, подошла к последнему игровому дню, имея в пассиве лишь одну проигранную партию команде Польши. Судьба золотых медалей решалась во встрече со сборной СССР, также не имевшей на турнире поражений. Игра прошла при заметном преимуществе японских спортсменок, взявших первые две партии — 15:11 и 15:8. В третьем сете советская команда при счёте 4:11 бросилась в отчаянную погоню и преуспела в ней и отыгралась со счета 6:13 до 13:14, однако из-за ошибки (занесение рук над сеткой на половину соперника) проиграла третий сет и матч.
Масаэ Касай, Эмико Миямото, Кинуко Танида, Юрико Ханда, Кацуми Мацумура, Сата Исобэ (стартовый состав сборной Японии) и их подруги по команде стали первыми в истории олимпийскими чемпионками по волейболу. Уступая советским спортсменкам по физическим данным, японки добились победы благодаря скоростной игре, великолепным действиям в защите и отличной подаче, принёсшей им около трети от всех набранных очков.
После токийской Олимпиады из команды ушли Даймацу и большинство ведущих игроков, за исключением Кацуми Мацумуры. Однако поколение «Нитибо» сыграло огромную роль в становлении азиатской школы волейбола, поддержки и развития волейбольного бума в Японии. К 1966 году в стране насчитывалось уже 855 женских команд, а спустя 10 лет их число возросло до 4952.
Всё это время продолжалось противостояние сборных СССР и Японии. На Олимпийских играх 1968 и 1972 годов золото досталось советской команде, возглавляемой Гиви Ахвледиани, но в 1974 году японки под руководством Сигэо Ямады обыграли обновлённую после двух олимпийских побед сборную СССР на чемпионате мира, а спустя 2 года в финале Олимпиады в Монреале также нанесли советской команде поражение — 15:7, 15:8, 15:2. В составе чемпионок выделялась нападающая Такако Сираи, но как всегда прежде сборная Японии была сильна командной игрой, отличалась безупречным коллективизмом.

### Закат
В 1978 году на проходившем в СССР чемпионате мира сборная Японии дважды со счётом 0:3, в том числе в финальном матче, проиграла команде Кубы, чьё появление в волейбольной элите был столь же внезапным, как и «дальневосточный тайфун» в начале 1960-х. В 1979 году японки в рамках чемпионата Азии уступили сборной Китая, которая совсем скоро и на долгие годы также станет сильнейшей командой не только в своей части света, но и в мире.
В 1980 году сборная Японии из-за бойкота не выступала на московской Олимпиаде, а в 1984 году на Играх в Лос-Анджелесе, где в свою очередь не играли волейболистки СССР, Кубы и ряд других сильных команд, сборная Японии смогла завоевать бронзу. На следующей Олимпиаде японская команда впервые осталась без медалей, уступив в полуфинале перуанкам, а в матче за 3-е место — сборной Китая, триумфатору Игр в Лос-Анджелесе.

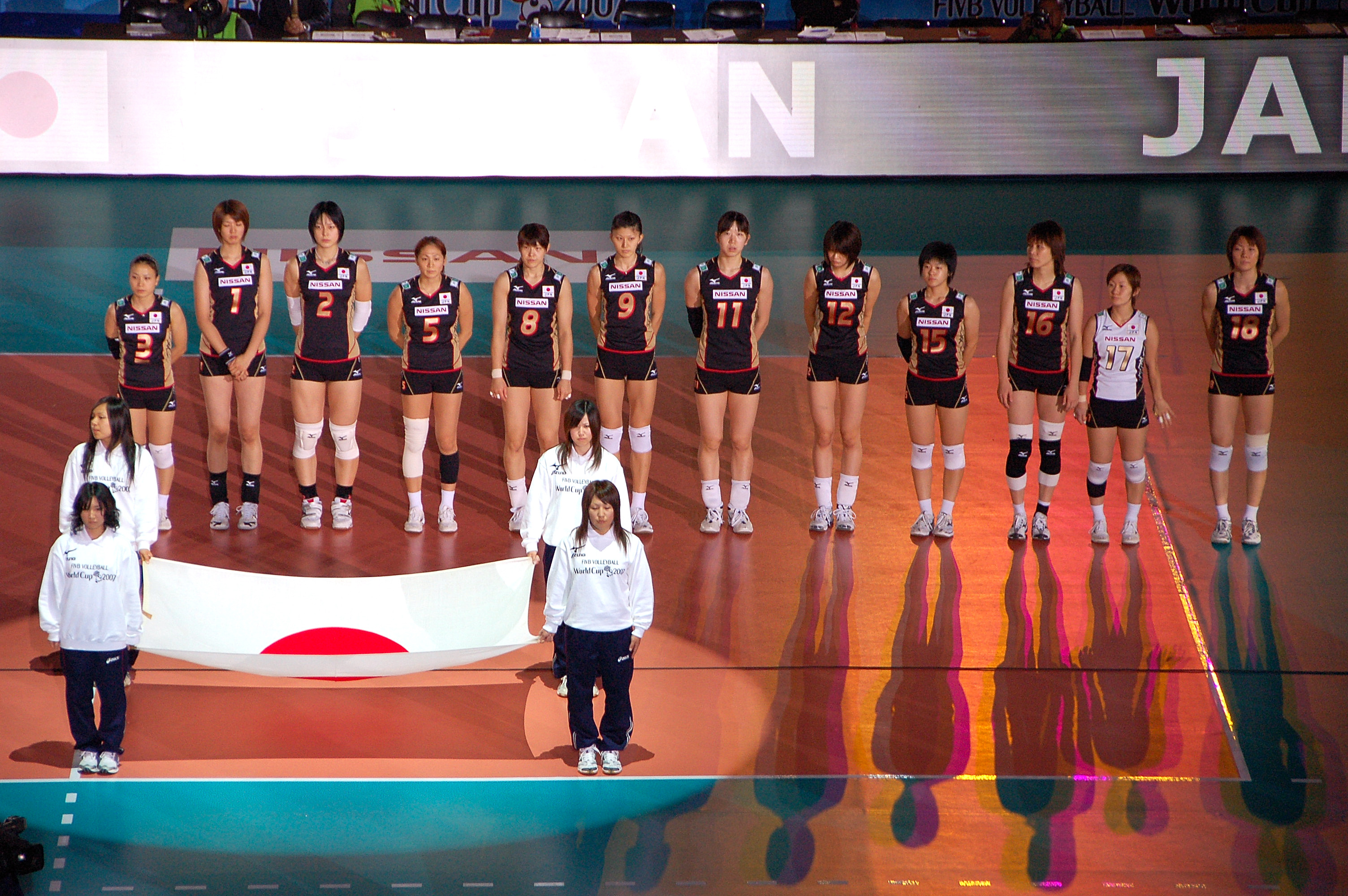
6 ноября 2007 года. Сборная Японии. Слева направо: Ёсиэ Такэсита, Мэгуми Курихара, Кана Ояма, Миюки Такахаси, Асако Тадзими, Сатико Сугияма, Эрика Араки, Саори Кимура, Юки Каваи, Канако Омура, Юко Сано, Юки Сёдзи

В 1990-е годы сборная Японии пропустила лишь один крупный старт — Олимпийские игры в Сиднее, но и заметными победами также не отметилась, заработав тем не менее репутацию коллектива, способного побеждать превосходящих по физическим данным соперниц прежде всего за счёт самоотверженной игры в защите.
В начале XXI века сборная Японии остаётся завсегдатаем международных форумов, в Стране восходящего солнца неизменно проводятся розыгрыши Кубка мира и Большого чемпионского Кубка, в призёры которого сборная Японии единственный раз попала в 2001 году. В период с 1998 по 2010 год Япония приняла три чемпионата мира, чего в истории волейбола ни с одной из стран ранее не случалось.
На одном из этих чемпионатов имело место интересное событие — в 2006 году в Осаке уже после финального матча между сборными России и Бразилии состоялась встреча за 5-е место, в которой японки со счётом 0:3 проиграли сборной Китая. По завершении этого поединка Ёсиэ Такэсита, ставшая лучшей по статистике связующей чемпионата, награждалась не только соответствующим индивидуальным призом, но и была объявлена самым ценным игроком турнира.

### Возвращение на пьедестал
С 2009 года сборную Японии возглавляет Масаёси Манабэ. На чемпионате мира-2010 японские девушки впервые с 1978 года поднялись на пьедестал почёта. Затянувшийся на 2 часа 20 минут полуфинальный матч с командой Бразилии в Токио стал одним из ярчайших событий мирового форума. Подопечные Манабэ были в нескольких шагах от победы, ведя 2:0 по партиям и 16:14 в третьем сете, в четвёртом имели равный счёт 22:22, но всё же пропустили в финал олимпийских чемпионок Пекина-2008. Однако в матче за 3-е место со сборной США такое упорство было справедливо вознаграждено.
На Олимпийских играх 2012 года сборная Японии также стала бронзовым призёром. В четвертьфинале команда Масаёси Манабэ одержала трудную победу в пяти партиях над сборной Китая (ни в одном из сетов преимущество одной команды над другой не составило более двух очков, а пятая партия завершилась со счётом 18:16), затем проиграла бразильянкам, а в матче за 3-е место была сильнее южнокорейской команды.

## Результаты выступлений

### Олимпийские игры
| \| Год \| И \| В \| П \| С/П \| Место \| \| ----- \| -- \| -- \| -- \| ------- \| ----- \| \| 1964 \| 5 \| 5 \| 0 \| 15:1 \| 1-е \| \| 1968 \| 7 \| 6 \| 1 \| 19:4 \| 2-е \| \| 1972 \| 5 \| 4 \| 1 \| 14:3 \| 2-е \| \| 1976 \| 5 \| 5 \| 0 \| 15:0 \| 1-е \| \| 1984 \| 5 \| 4 \| 1 \| 12:5 \| 3-е \| \| 1988 \| 5 \| 2 \| 3 \| 10:12 \| 4-е \| \| 1992 \| 5 \| 3 \| 2 \| 10:9 \| 5-е \| \| 1996 \| 5 \| 1 \| 4 \| 3:12 \| 9-е \| \| 2004 \| 6 \| 2 \| 4 \| 6:13 \| 5-е \| \| 2008 \| 6 \| 2 \| 4 \| 7:14 \| 5-е \| \| 2012 \| 8 \| 5 \| 3 \| 17:11 \| 3-е \| \| 2016 \| 6 \| 2 \| 4 \| 7:12 \| 5-е \| \| 2020 \| 5 \| 1 \| 4 \| 6:12 \| 10-е \| \| Всего \| 73 \| 42 \| 31 \| 141:108 \| \| |    | 1964: Сада Исобэ, Масаэ Касай, Масако Кондо, Ёсико Мацумура, Кацуми Мацумура, Эмико Миямото, Сэцуко Сасаки, Аяно Сибуки, Ёко Синодзаки, Кинуко Танида, Юко Фудзимото, Юрико Ханда. · 1968: Сэцуко Ёсида, Тоёко Ивахара, Сэцуко Иноуэ, Юко Касахара, Юкиё Кодзима, Сумиэ Оинума, Айко Онодзава, Куниэ Сисикура, Судзуэ Такаяма, Сатико Фукунака, Макико Фурукава, Кэйко Хама. · 1972: Тоёко Ивахара, Такако Иида, Кацуми Мацумура, Марико Окамото, Сумиэ Оинума, Сэйко Симакагэ, Митико Сиокава, Такако Сираи, Макико Фурукава, Кэйко Хама, Яэко Ямадзаки, Норико Ямасита. · 1976: Юко Аракида, Дзюри Ёкояма, Марико Ёсида, Такако Иида, Кацуко Канэсака, Киёми Като, Этико Маэда, Норико Мацуда, Марико Окамото, Такако Сираи, Сёко Такаянаги, Хироми Яно. · 1984: Кёко Исида, Ёко Кагабу, Юко Мицуя, Кэйко Миядзима, Кимиэ Морита, Куми Накада, Эмико Одака, Сатико Отани, Каёко Сугияма, Нориэ Хиро, Миёко Хиросэ, Юми Эгами (Маруяма). · 2012: Эрика Араки, Хитоми Накамити, Каори Иноуэ, Майко Кано, Саори Кимура, Ай Отомо, Саори Сакода, Юко Сано, Риса Синнабэ, Ёсиэ Такэсита, Май Ямагути, Юкико Эбата. |    |         |       |
| Год | И  | В | П  | С/П     | Место |
| 1964 | 5  | 5 | 0  | 15:1    | 1-е   |
| 1968 | 7  | 6 | 1  | 19:4    | 2-е   |
| 1972 | 5  | 4 | 1  | 14:3    | 2-е   |
| 1976 | 5  | 5 | 0  | 15:0    | 1-е   |
| 1984 | 5  | 4 | 1  | 12:5    | 3-е   |
| 1988 | 5  | 2 | 3  | 10:12   | 4-е   |
| 1992 | 5  | 3 | 2  | 10:9    | 5-е   |
| 1996 | 5  | 1 | 4  | 3:12    | 9-е   |
| 2004 | 6  | 2 | 4  | 6:13    | 5-е   |
| 2008 | 6  | 2 | 4  | 7:14    | 5-е   |
| 2012 | 8  | 5 | 3  | 17:11   | 3-е   |
| 2016 | 6  | 2 | 4  | 7:12    | 5-е   |
| 2020 | 5  | 1 | 4  | 6:12    | 10-е  |
| Всего | 73 | 42 | 31 | 141:108 |       |

### Чемпионаты мира
| \| Год \| И \| В \| П \| С/П \| Место \| \| ----- \| --- \| --- \| -- \| ------- \| ----- \| \| 1960 \| 7 \| 6 \| 1 \| 19:5 \| 2-е \| \| 1962 \| 9 \| 9 \| 0 \| 27:1 \| 1-е \| \| 1967 \| 3 \| 3 \| 0 \| 9:0 \| 1-е \| \| 1970 \| 9 \| 8 \| 1 \| 25:5 \| 2-е \| \| 1974 \| 11 \| 11 \| 0 \| 33:2 \| 1-е \| \| 1978 \| 9 \| 7 \| 2 \| 21:12 \| 2-е \| \| 1982 \| 9 \| 6 \| 3 \| 20:9 \| 4-е \| \| 1986 \| 8 \| 4 \| 4 \| 13:14 \| 7-е \| \| 1990 \| 7 \| 3 \| 4 \| 11:13 \| 8-е \| \| 1994 \| 7 \| 4 \| 3 \| 14:11 \| 7-е \| \| 1998 \| 8 \| 4 \| 4 \| 14:12 \| 8-е \| \| 2002 \| 5 \| 2 \| 3 \| 8:10 \| 13-е \| \| 2006 \| 11 \| 7 \| 4 \| 23:18 \| 6-е \| \| 2010 \| 11 \| 8 \| 3 \| 28:16 \| 3-е \| \| 2014 \| 9 \| 5 \| 4 \| 21:17 \| 7-е \| \| 2018 \| 12 \| 7 \| 5 \| 28:18 \| 6-е \| \| 2022 \| 10 \| 7 \| 3 \| 24:11 \| 5-е \| \| Всего \| 145 \| 101 \| 44 \| 338:174 \| \| |     | 1960: Масаэ Касай, Мицуэ Масуо, Эмико Миямото, Симико Накадзима, Хисако Накано, Икухо Сэно, Дзюнко Такада, Кинуко Танида, Сэцуко Фудзимори, Мицуко Химэда, Масако Хориэ, Мицуко Ясуда. · 1962: Ёко Аоки, Сада Исобэ, Масаэ Касай, Мицуэ Масуо, Ёсико Мацумура, Кацуми Мацумура, Эмико Миямото, Ёко Синодзаки, Кинуко Танида, Юрико Ханда, Норико Хонда, Тэруко Ямада. · 1967: Сэцуко Ёсида, Тоёко Ивахара, Вакако Кумасака, Кацуми Мацумура, Сумиэ Оинума, Айко Онодзава, Сэцуко Сасаки, Ёко Синодзаки, Куниэ Сисикура, Судзуэ Такаяма, Эйко Хага, Тэруко Ямада. · 1970: Тоёко Ивахара, Такако Иида, Кацуми Мацумура, Сэцуко Миямото, Айко Онодзава, Сэйко Симакагэ, Митико Сиокава, Митико Сэкимото, Макико Фурукава, Кэйко Хама, Ацуко Ямасита, Норико Ямасита. · 1974: Юко Аракида, Дзюри Ёкояма, Такако Иида, Киёми Като, Кояма, Норико Мацуда, Марико Окамото, Сайто, Такако Сираи, Фурута, Хироми Яно. · 2010: Эрика Араки, Акико Ино, Каори Иноуэ, Мидзухо Исида, Саори Кимура, Мэгуми Курихара, Хитоми Накамити, Саори Сакода, Юко Сано, Ёсиэ Такэсита, Канари Хамагути, Юкико Эбата, Май Ямагути, Ай Ямамото. |    |         |       |
| Год | И   | В | П  | С/П     | Место |
| 1960 | 7   | 6 | 1  | 19:5    | 2-е   |
| 1962 | 9   | 9 | 0  | 27:1    | 1-е   |
| 1967 | 3   | 3 | 0  | 9:0     | 1-е   |
| 1970 | 9   | 8 | 1  | 25:5    | 2-е   |
| 1974 | 11  | 11 | 0  | 33:2    | 1-е   |
| 1978 | 9   | 7 | 2  | 21:12   | 2-е   |
| 1982 | 9   | 6 | 3  | 20:9    | 4-е   |
| 1986 | 8   | 4 | 4  | 13:14   | 7-е   |
| 1990 | 7   | 3 | 4  | 11:13   | 8-е   |
| 1994 | 7   | 4 | 3  | 14:11   | 7-е   |
| 1998 | 8   | 4 | 4  | 14:12   | 8-е   |
| 2002 | 5   | 2 | 3  | 8:10    | 13-е  |
| 2006 | 11  | 7 | 4  | 23:18   | 6-е   |
| 2010 | 11  | 8 | 3  | 28:16   | 3-е   |
| 2014 | 9   | 5 | 4  | 21:17   | 7-е   |
| 2018 | 12  | 7 | 5  | 28:18   | 6-е   |
| 2022 | 10  | 7 | 3  | 24:11   | 5-е   |
| Всего | 145 | 101 | 44 | 338:174 |       |

### Кубок мира
- 1973 — 2-е место
- 1977 — 1-е место
- 1981 — 2-е место
- 1985 — 4-е место
- 1989 — 4-е место
- 1991 — 7-е место
- 1995 — 6-е место
- 1999 — 6-е место
- 2003 — 5-е место
- 2007 — 7-е место
- 2011 — 4-е место
- 2015 — 5-е место
- 2019 — 5-е место
- 2023 — 3-е место

### Большой чемпионский Кубок
- 1993 — 4-е место
- 1997 — 5-е место
- 2001 — 3-е место
- 2005 — 5-е место
- 2009 — 4-е место
- 2013 — 3-е место
- 2017 — 5-е место

### Гран-при
- 1993 — 6-е место
- 1994 — 4-е место
- 1995 — 7-е место
- 1996 — 8-е место
- 1997 — 4-е место
- 1998 — 7-е место
- 1999 — 7-е место
- 2000 — 8-е место
- 2001 — 6-е место
- 2002 — 5-е место
- 2003 — 9-е место
- 2004 — 9-е место
- 2005 — 5-е место
- 2006 — 6-е место
- 2007 — 9-е место
- 2008 — 6-е место
- 2009 — 6-е место
- 2010 — 5-е место
- 2011 — 5-е место
- 2012 — 9-е место
- 2013 — 4-е место
- 2014 — 2-е место
- 2015 — 6-е место
- 2016 — 9-е место
- 2017 — 7-е место

### Лига наций
- 2018 — 10-е место
- 2019 — 9-е место
- 2021 — 4-е место
- 2022 — 7-е место
- 2023 — 7-е место
- 2024 — 2-е место

### Чемпионаты Азии
- 1975 — 1-е место
- 1979 — 2-е место
- 1983 — 1-е место
- 1987 — 2-е место
- 1989 — 2-е место
- 1991 — 2-е место
- 1993 — 2-е место
- 1995 — 3-е место
- 1997 — 3-е место
- 1999 — 3-е место
- 2001 — 4-е место
- 2003 — 2-е место
- 2005 — 3-е место
- 2007 — 1-е место
- 2009 — 3-е место
- 2011 — 2-е место
- 2013 — 2-е место
- 2015 — 6-е место
- 2017 — 1-е место
- 2019 — 1-е место
- 2023 — 3-е место

### Азиатские игры
- 1962 — 1-е место (волейбол 9x9)
- 1962 — 1-е место
- 1966 — 1-е место
- 1970 — 1-е место
- 1974 — 1-е место
- 1978 — 1-е место
- 1982 — 2-е место
- 1986 — 2-е место
- 1990 — 3-е место
- 1994 — 3-е место
- 1998 — 3-е место
- 2002 — 3-е место
- 2006 — 2-е место
- 2010 — 6-е место
- 2014 — 4-е место
- 2018 — 4-е место
- 2022 — 2-е место

### Кубок Азии
- 2008 — 4-е место
- 2010 — 4-е место
- 2012 — 5-е место
- 2014 — 4-е место
- 2016 — 4-е место
- 2018 — 2-е место
- 2022 — 1-е место

### Восточноазиатские игры
- 2013 — 2-е место

### Монтрё Волей Мастерс
- 1-е место — 2011
- 2-е место — 2015, 2019
- 3-е место — 1989, 2001

## Тренеры
| - 1960—1964 — Хиробуми Даймацу - 1966—1967 — Хироси Фунаяма - 1967 — Ютака Маэда - 1967—1968 — Сигэо Ямада - 1970—1972 — Кодзи Кодзима - 1973 — Хироси Фунаяма - 1973—1978 — Сигэо Ямада - 1978—1982 — Кодзи Кодзима | - 1982 — Сумиэ Оинума - 1983—1984 — Кадзунори Ёнэда - 1985—1986 — Кодзи Кодзима - 1987 — Хироси Ивамото - 1988 — Сигэо Ямада - 1989 — Нориюки Мунэути - 1990—1993 — Кадзунори Ёнэда - 1994 — Тадаёси Ёкота | - 1995 — Кодзи Кодзима - 1996 — Куниаки Ёсида - 1997—2000 — Нобухико Кудзува - 2001—2002 — Масахиро Ёсикава - 2003—2008 — Сёити Янагимото - 2009—2016 — Масаёси Манабэ - 2017—2021 — Куми Накада - С 2021 — Масаёси Манабэ |

## Состав
Заявка сборной Японии на олимпийский квалификационный турнир (Кубок мира-2023)
| 6                               | Нанами Сэки     | 12.06.1999 | 171 | «Торэй Эрроуз»      |
| 21                              | Тамаки Мацуи    | 10.01.1998 | 171 | «Маринга»           |
| Нападающие                      |                 |            |     |                     |
| 2                               | Котона Хаяси    | 13.11.1999 | 173 | «Джей-Ти Марвелос»  |
| 3                               | Сарина Нисида   | 21.05.1996 | 180 | «НЭК Ред Рокетс»    |
| 4                               | Маю Исикава     | 14.05.2000 | 173 | «Фиренце»           |
| 10                              | Ариса Иноуэ     | 08.05.1995 | 180 | «Сен-Рафаэль»       |
| 17                              | Мидзуки Танака  | 28.01.1996 | 170 | «Джей-Ти Марвелос»  |
| 23                              | Айри Миябэ      | 29.07.1998 | 181 | «Викторина Химэдзи» |
| 37                              | Юкико Вада      | 08.01.2002 | 174 | «Джей-Ти Марвелос»  |
| Центральные блокирующие         |                 |            |     |                     |
| 9                               | Ая Ватанабэ     | 23.04.1991 | 176 | «Хитати Ривэйл»     |
| 11                              | Нитика Ямада    | 24.02.2000 | 184 | «НЭК Ред Рокетс»    |
| 24                              | Май Ирисава     | 02.06.1999 | 188 | «Хитати Ривэйл»     |
| Либеро                          |                 |            |     |                     |
| 12                              | Сатоми Фукудомэ | 23.11.1997 | 162 | «Дэнсо Эйрибис»     |
| 29                              | Минари Нисимура | 23.03.2000 | 168 | «Хисамицу Спрингс»  |
| Главный тренер — Масаёси Манабэ |                 |            |     |                     |